# Ідеал (філософія)
Ідеа́л (лат. idealis від грец. ίδέα — образ, ідея, пор. також ейдос) — вища цінність, досконалий стан того або іншого явища; зразок особистих якостей, здібностей; вища норма етичної особи; вищий ступінь етичного уявлення про благо і належність; досконалість у відносинах між людьми; найбільш довершений устрій суспільства, вища абсолютна істина, довершений взірець 
Бог. 
Уявлення про ідеал, перетворення природи на основі цього уявлення є специфічно людською формою життєдіяльності, що відрізняє її від діяльності тварин. Як загальна форма діяльності, ідеал виступає у всіх областях суспільного життя:
- соціальній
- політичній
- етичній
- естетичній і ін.

Категорія ідеалу має глибоке соціальне значення. Упродовж століть «прогресивні класи» в боротьбі проти «віджилих форм суспільних відносин» черпали свій ентузіазм у високих ідеалах свободи, рівності, братерства.
Поняття ідеал застосовується однаково як до абстрактних понять, так і до конкретних речей:
- ідеал добра
- ідеал жіночої краси
- ідеал чоловічої краси
- ідеал держави
- ідеал громадянина і ін.

У загальне вживання слово ідеал стало входити з кінця XIX і початку XX століття, головним чином, завдяки Шиллеру.